# Saint-Georges-de-Mons
Saint-Georges-de-Mons is een gemeente in het Franse departement Puy-de-Dôme (regio Auvergne-Rhône-Alpes). De plaats maakt deel uit van het arrondissement Riom. Saint-Georges-de-Mons telde op 1 januari 2022 2.003 inwoners.

## Geografie
De oppervlakte van Saint-Georges-de-Mons bedroeg op 1 januari 2022 34,15 vierkante kilometer; de bevolkingsdichtheid was toen 58,7 inwoners per km².

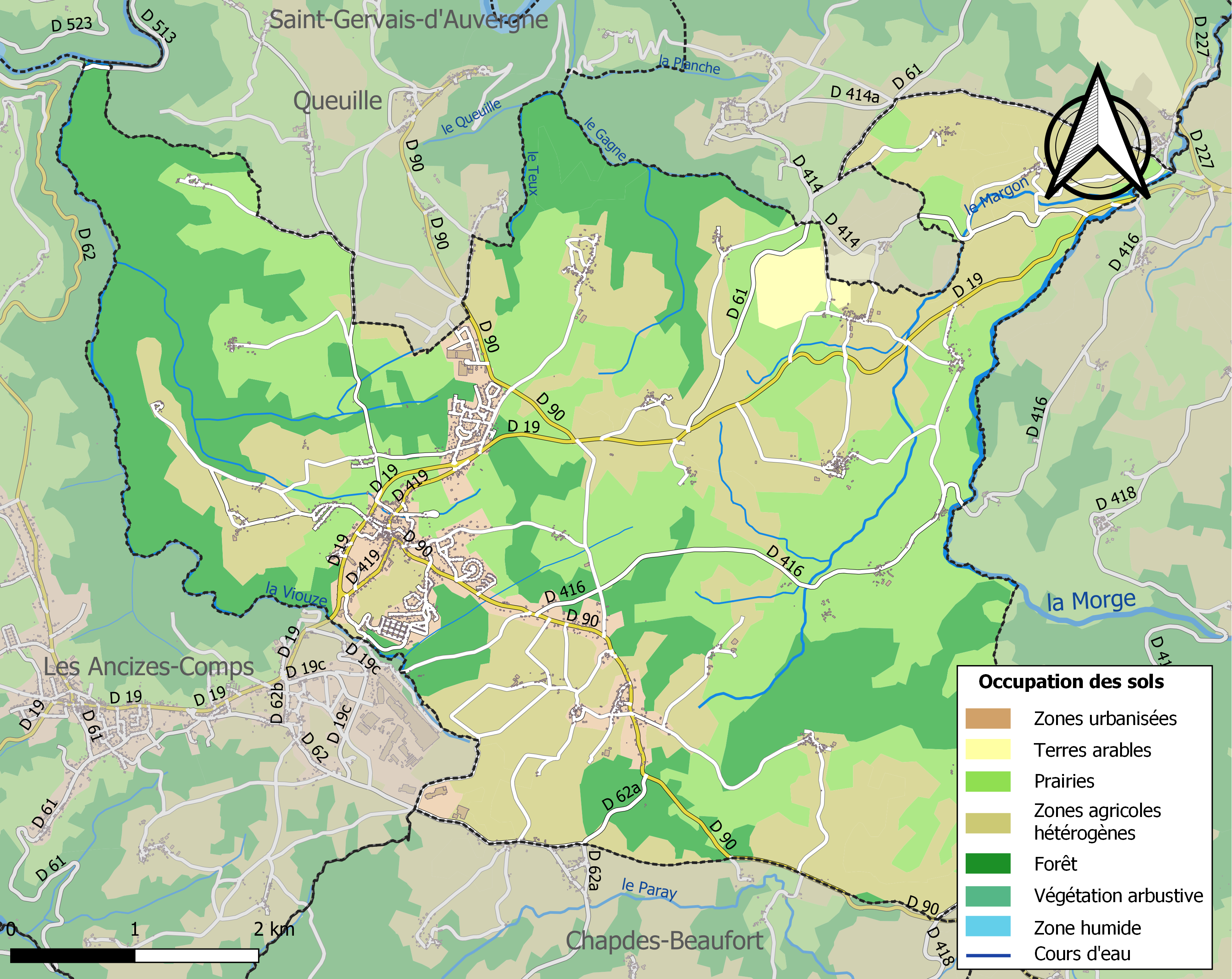
Kaart van de gemeente met belangrijkste infrastructuur, bodemgebruik en omliggende gemeenten

## Demografie
Onderstaande figuur toont het verloop van het inwonertal (bron: INSEE-tellingen).